# Lizoain-Arriasgoiti
Lizoain-Arriasgoiti és un municipi de Navarra, a la comarca d'Aoiz, dins la merindad de Sangüesa.

## Demografia
| Evolució demogràfica                                 | Evolució demogràfica | Evolució demogràfica | Evolució demogràfica | Evolució demogràfica | Evolució demogràfica | Evolució demogràfica | Evolució demogràfica | Evolució demogràfica | Evolució demogràfica | Evolució demogràfica |
| 1996                                                 | 1998                 | 1999                 | 2000                 | 2001                 | 2002                 | 2003                 | 2004                 | 2005                 | 2006                 | 2007                 |
| ---------------------------------------------------- | -------------------- | -------------------- | -------------------- | -------------------- | -------------------- | -------------------- | -------------------- | -------------------- | -------------------- | -------------------- |
| 231                                                  | 237                  | 237                  | 236                  | 222                  | 243                  | 238                  | 271                  | 273                  | 283                  | 296                  |
| Fonts: Lintzoain i Institut d'Estadística de Navarra |                      |                      |                      |                      |                      |                      |                      |                      |                      |                      |